# Megathymus bazelae
Megathymus bazelae är en fjärilsart som beskrevs av Don B. Stallings och Turner 1958. Megathymus bazelae ingår i släktet Megathymus och familjen tjockhuvuden. Inga underarter finns listade i Catalogue of Life.